# Systém iterovaných funkcí

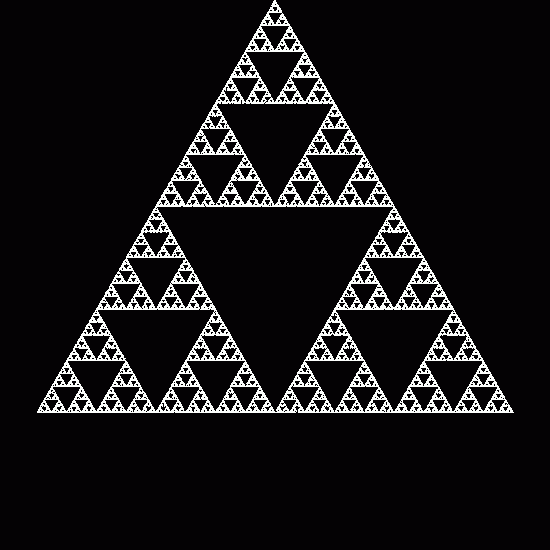
Sierpinského trojúhelník zkonstruovaný pomocí IFS

Systém iterovaných funkcí (anglicky iterated function system nebo IFS) je jednou z metod konstrukce fraktálů. Takto vzniklé fraktály jsou sjednocením několika kopií sebe sama, z nichž každá je transformovaná jinou funkcí ze systému. Tyto funkce jsou kontrahující, tj. obraz při této funkci je "menší" než jeho vzor. Celý fraktál je tedy složen z menších kopií sebe sama, které jsou také složeny z menších kopií sebe sama, atd. Je tedy soběpodobný.

## Definice
Definujme systém iterovaných funkcí jako množinu konečně mnoha kontrakcí na úplném metrickém prostoru. Tedy
{\displaystyle \{f_{i}:X\to X|i=1,2,...,N\},N\in \mathbb {N} }
je systém iterovaných funkcí, pokud fi jsou kontrakce na úplném metrickém prostoru X.

## Vlastnosti
Lze ukázat, že na prostoru {\displaystyle \mathbb {R} ^{n}} existuje pro každý systém iterovaných funkcí právě jedna množina S, která je vůči němu invariantní, tj.
{\displaystyle S=\bigcup _{i=1}^{N}f_{i}(S).}
Tedy množina S je pevným bodem operátoru
{\displaystyle H(A)=\bigcup _{i=1}^{N}f_{i}(A).}
Z Banachovy věty o pevném bodě pak vyplývá jednoznačnost (a kompaktnost) množiny S. Tato věta nám také dává metodu konstrukce množiny S; plyne z ní totiž, že
{\displaystyle \lim _{n\to \infty }H^{\circ n}(A)=S}
pro všechny neprázdné (a kompaktní) množiny A z X. To znamená, že můžeme postupovat takto: začneme s neprázdnou množinou A0. Na tu aplikujeme postupně všechny funkce ze systému. Sjednocení takto vzniklých obrazů označíme A1, a s ním provedeme znova totéž. Čím déle budeme tento postup opakovat (iterovat), tím lepší bude množina An aproximací množiny S.

## Konstrukce
Za fi se často volí lineární nebo afinní transformace, tj. složení rotace, změny měřítka a v případě afinních transformací i posunutí. Tyto transformace se dají snadno znázornit ve 2D. Obecně ale postačí jakákoliv kontrakce, jako např. projektivní transformace, nebo i Möbiovy transformace komplexní proměnné.
Při konstrukci fraktálu lze použít výše nastíněný postup. Jinou metodou je tzv. chaos game. Při chaos game se zvolí počáteční bod (či obecně množina bodů nebo geometrický útvar), na který se iterativně aplikují náhodně vybrané funkce ze systému. Tím získáme množinu bodů z S.
Nevýhodou těchto konstrukcí je, že jsou globální - konstruují body z celého fraktálu. Při vykreslování malého výřezu fraktálu jich tedy většina padne mimo vykreslovanou oblast.
Podle definice systému iterovaných funkcí musí být všechny funkce kontrakcemi, ale prakticky stačí, i když je celý systém kontrahující jen v průměru.

## Příklady

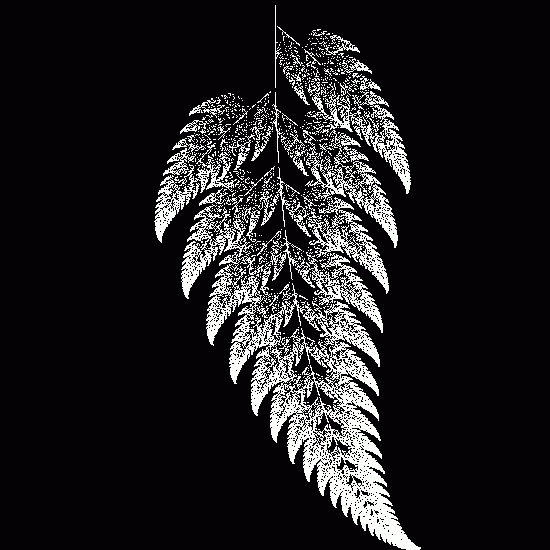
Barnsleyho kapraď
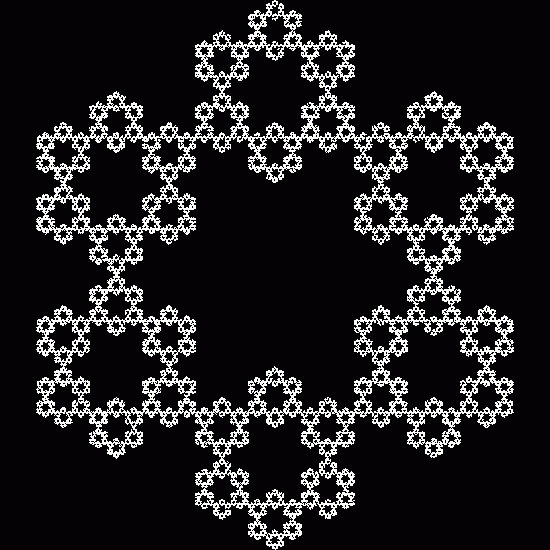
Fraktál vykreslený za pomocí chaos game
Ukázka konstrukce fraktálu
Tatáž ukázka se znázorněním předchozích kroků